# Effondrement système
Effondrement système (titre original : System Collapse) est un roman de science-fiction de Martha Wells, paru en 2023 puis traduit en français et publié en 2025. Il est le septième livre de la série Journal d'un AssaSynth.
Effondrement système a remporté le prix Locus du meilleur roman de science-fiction 2024.
Le livre contient également la nouvelle Chez soi : habitat, périmètre, nid, territoire (Home: Habitat, Range, Niche, Territory), parue en langue originale en 2021 et se déroulant entre Stratégie de sortie et Télémétrie fugitive.

## Résumé
À la suite des événements décrits dans Effet de réseau, la SecUnit AssaSynth, l'équipage d'EVE ainsi que des humains de la station de Préservation se sont rendus sur une colonie pré-Bordure corporatiste afin de l'inspecter et possiblement d'y trouver une contamination par des vestiges extraterrestres. Mais un vaisseau d'exploration de la corporation Barish-Estranza, accompagné de plusieurs SecUnits, arrive également sur la planète. AssaSynth est attaqué par une SecUnit nouvellement arrivée tandis que Karime rencontre une faction de colons sur le principal site d'habitation afin de les aider à expurger toute traces de contamination extraterrestre.
Peu après, les deux factions découvrent un groupe séparatiste de colons. La corporation Barish-Estranza œuvre à développer ses intérets en tentant de leur proposer des contrats de semi-esclavage déguisés tandis que Préservation et l'université pansystémique de Mihira et Nouveau-Rivage cherchent à préserver les libertés des colons.
AssaSynth parvient à établir une connexion avec l'ancien système informatique de la colonie nouvellement découverte. Tandis que les colons semblent préférer la corporation Barish-Estranza, AssaSynth pense que la seule façon d'inverser cette tendance est de créer et de diffuser un documentaire mettant en avant les actions de Barish-Estranza ainsi que celles de Préservation et de l'université de Mihira et Nouveau-Rivage. Les colons changent effectivement d'avis après qu'une grande partie d'entre eux ait visionné cette vidéo. Les membres de la corporation Barish-Estranza sont alors contraint d'abandonner leur prétentions sur la planète. Les émissaires de Préservation négocient ensuite les droits d'étude concernant les artefacts extraterrestres tandis que des discussions ont lieu entre les deux factions de colons pour décider de leur futur. AssaSynth décide de poursuivre son voyage avec EVE.
Tout au long du récit, AssaSynth est confronté à un événement gênant qui affecte ses performances, notamment dans sa narration interne. Depuis les événements qui ont eu lieu au cours du roman Effet de réseau, il a connu des crises de panique et des hallucinations, signes de troubles de stress post-traumatique. AssaSynth finit par reconnaître la nécessité d'un traitement de guérison post-traumatique.

## Éditions
- System Collapse, Tor, 14 novembre 2023, 245 p.  (ISBN 978-1-250-82697-8)
- Effondrement système, L'Atalante, coll. « La Dentelle du cygne », 20 février 2025, trad. Mathilde Montier, 240 p.  (ISBN 979-10-360-0214-4)